# Pauline Collins
Pauline Collins, OBE (født 3. september 1940) er en engelsk teater- tv- og filmskuespiller. Collins først blev bemærket, da hun portrætterede Sarah Moffat i Herskab og tjenestefolk (1971-1973) og dens spin-off Thomas og Sarah (1979). I 1992 udgav hun sin selvbiografi, med titlen Letter to Louise.
Collins spillede rollen som play Shirley Valentine, som hun vandt en Olivier Award i 1988, en Drama Desk Award og en Tony Award 1989. Hun genoptagede rollen i filmatiseringen i 1989 og vandt en BAFTA Award for bedste kvindelige hovedrolle, samt modtog Golden Globe og Oscar- nomineringer. Hun spillede også hovedrollen i dramaserien Forever Green (1989-1992) og The Ambassador (1998-1999). Blandt de film hun har optrådt i bl.a. Glædens by (1992), Paradise Road (1997), Albert Nobbs (2011), Kvartetten (2012) og The Time of their Lives (2017).

## Biografi
Collins brød igennem i rollen som Sarah i tv-serien Herskab og tjenestefolk (1971-1975). Sammen med skuespilleren, skuespiller John Alderton, lavede hun en efterfølger, som også blev meget populær, Thomas og Sarah (1979). Hun og Alderton havde også hovedrollerne i tv-serien Bor på landet (1990).
Hun havde en succes på Broadway i skuespillet Shirley Valentine, som hun modtog en Tony Award for. Spillet blev filmatiseret samme år og Collins blev Oscar nomineret for sin præstation i filmen.
I 2001 blev hun tildelt Member of the Order of the British Empire.

## Privatliv
Hun har siden 1969 været gift med skuespiller John Alderton og sammen har parret har tre børn sammen.

## Filmografi (udvalg)
- 1971–1973 – Herrskab og tjenestefolk (TV-serie)
- 1979 – Thomas og Sarah (TV-serie)
- 1989–1992 – Forever Green (TV-serie)
- 1992 – Glæden by
- 1997 – Paradise Road
- 1998–1999 – The Ambassador (TV-serie)
- 2003 - Sparkling Cyanide (TV-film)
- 2005 – Bleak House (TV-serie)
- 2006 – Doktor Who (TV-serie)
- 2010 – You Will Meet a Tall Dark Stranger
- 2010 – Merlin (TV-serie) (et afsnit)
- 2011 – Albert Nobbs
- 2012 – Kvartetten
- 2017 – The Time of Their Lives